# Кулатино (Ленинградская область)
Кулатино — деревня в Цвылёвском сельском поселении Тихвинского района Ленинградской области.

## История
Усадище Кулатино упоминается в переписи 1710 года в Воскресенском Лепенском погосте Заонежской половины Обонежской пятины.
Как деревня Кулагино оно обозначено на карте Новгородского наместничества 1792 года А. М. Вильбрехта.
Затем как деревня Кулатина она упоминается на «Специальной карте западной части России» Ф. Ф. Шуберта 1844 года.

КУЛАТИНО — деревня с усадьбой Калитинского общества, прихода Липенского погоста.

Крестьянских дворов — 13. Строений — 19, в том числе жилых — 15.

Число жителей по семейным спискам 1879 г.: 36 м. п., 44 ж. п.; по приходским сведениям 1879 г.: 45 м. п., 51 ж. п.

Усадьба: строений — 6, в том числе жилых — 3. Число жителей по приходским сведениям 1879 г.: 2 м. п., 3 ж. п.

В конце XIX — начале XX века деревня относилась к Костринской волости 3-го земского участка 1-го стана Тихвинского уезда Новгородской губернии.

КУЛАТИНО — деревня Калитинского общества, дворов — 20, жилых домов — 16, число жителей: 46 м. п., 49 ж. п.
 
Занятия жителей — земледелие, лесные промыслы. Река Сясь. Часовня, хлебозапасный магазин, мелочная лавка. (1910 год)

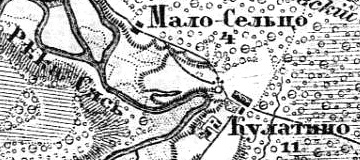
Деревня Кулатино на карте 1913 года

Согласно карте Петроградской и Новгородской губерний 1913 года деревня Кулатино насчитывала 11 крестьянских дворов.
С 1917 по 1918 год деревня Кулатино входила в состав Костринской волости Тихвинского уезда Новгородской губернии. 
С 1918 года в составе Ольховской волости Череповецкой губернии.
С 1924 года в составе Пригородной волости.
С 1927 года в составе Дмитровского сельсовета Тихвинского района.
В 1928 году население деревни Кулатино составляло 123 человека.
Согласно карте Ленинградской области Северо-западного аэрогеодезического треста ГГУ издания 1932 года деревня насчитывала 19 крестьянских дворов. В деревне находилась часовня:
| Внешние изображения | Внешние изображения                 |
| ------------------- | ----------------------------------- |
|                     | Деревня Кулатино на карте 1932 года |

По данным 1933 года деревня Кулатино входила в состав Дмитровского сельсовета.
С 1954 года в составе Кулатинского сельсовета.
В 1958 году население деревни Кулатино составляло 48 человек.
С 1964 года составе Липногорского сельсовета.
По данным 1966, 1973 и 1990 годов деревня Кулатино также входила в состав Липногорского сельсовета.
В 1997 году в деревне Кулатино Липногорской волости проживали 20 человек, в 2002 году — 17 (все русские).
В 2007 году в деревне Кулатино Цвылёвского СП проживали 16 человек, в 2010 году — 25.

## География
Деревня расположена в юго-западной части района на автодороге 41К-265 (Овино — Липная Горка) в месте примыкания к ней автодороги 41К-910 (подъезд к дер. Дмитрово).
Расстояние до административного центра поселения — 6 км.
Расстояние до ближайшей железнодорожной станции Цвылёво — 5 км.
Деревня находится на правом берегу реки Сясь.

## Демография
| 1879 | 1910 | 1928 | 1958 | 1997 | 2002 | 2007 |
| ---- | ---- | ---- | ---- | ---- | ---- | ---- |
| 85   | ↗95  | ↗123 | ↘48  | ↘20  | ↘17  | ↘16  |
| 2010 | 2017 |      |      |      |      |      |
| ↗25  | ↘17  |      |      |      |      |      |

### Национальный состав
Согласно данным Всероссийской переписи населения 2021 года в деревне проживали 15 человек, все русские.

## Улицы
Красногорская, Овражная.